# Alph Lake
Alph Lake är en sjö i Antarktis. Den ligger i Östantarktis. Nya Zeeland gör anspråk på området. Alph Lake ligger 183 meter över havet.